# Градишка на Сочи
Градишка на Сочи (итал. Gradisca d'Isonzo; словен. Gradišče ob Soči) је насеље у Италији у округу Горица, у региону Фурланија-Јулијска крајина. Према процени из 2011. у насељу је живело 6431 становника. Насеље се налази на надморској висини од 36 м.

## Историја
Градишка на Сочи је првобитно била феуд Аквилејске патријаршије. Потом је у 15. веку потпала под млетачку власт, а затим је 1511. године прешла под власт Хабзбурга. Ово место је 1647. године постало главни град Градишке грофовије у саставу Светог римског царства. Градишка грофовија је 1754. године уједињена са суседном Горичком грофовијом, чиме је створена јединствена Грофовија Горица и Градишка у саставу Хабзбуршке монархије. Та област је потом укључена у састав Аустријског приморја. Након Првог светског рата (1914-1918), Градишка на Сочи је припала Краљевини Италији.

## Становништво
| 1936. | 1951. | 1961. | 1971. | 1981. | 1991. | 2001. | 2011. |
| ----- | ----- | ----- | ----- | ----- | ----- | ----- | ----- |
| 4.034 | 5.303 | 5.494 | 6.104 | 6.312 | 6.445 | 6.451 | 6.528 |